# 木下さくら
木下 さくら（きのした さくら、9月8日 - ）は、日本の漫画家。女性。血液型はAB型。

## 人物・来歴
「不思議の国のアリス」をアイデンティティーとし、作風もファンタジー的要素が強い。特にその陰影のはっきりとしたエキゾチックな絵柄が高く評価され、一部熱狂的なファンを生み出している。
一時期、体調不良の為『ニューパラダイス』は休載、共著の『tactics』は本編の連載を休止し番外編を掲載していたが、現在は回復して連載を再開している。

## 作品リスト

### 漫画
- 魔探偵ロキ（全7巻、『月刊少年ガンガン』連載、マッグガーデンより新装版発行）
- 魔探偵ロキRAGNAROK（全5巻、『月刊コミックブレイド』連載）
  - テレビ東京系列でアニメ化された。
- 魔探偵ロキRAGNAROK～新世界の神々～（全6巻、『Beat's』連載）
- tactics（東山和子との合作。既刊15巻、『月刊コミックアヴァルス』で連載中）
  - テレビ東京系列でアニメ化された。
- ニューパラダイス（全2巻、『月刊コミックブレイド』連載）
- 邪眼探偵ネクロさんの事件簿（日日日原作。全1巻。『月刊コミックブレイド』連載）
- ALICE IN WONDERLAND Picture Book 不思議の国のアリス（幻冬舎コミックス）
  - 「不思議の国のアリス」を題材にしたフルカラー作品。
- ハードボイルドスクランブルエッグ 木下さくら短編集（全1巻、ブレイドコミックス）
  - ハードボイルドスクランブルエッグ（『月刊コミックブレイド』2008年12月号掲載）
  - ニューパラダイス（『月刊コミックブレイド』2005年11月号掲載）
  - 天然ワンダフルライフ（『月刊少年エース』2000年6月号掲載）
  - nagisa（『月刊少年エース』2000年8月号掲載）
  - ヤングアワーズレイトショウ（『Gファンタジー増刊ステンシル』2000年冬号、春号掲載）
- 悪魔のつくりかた（全2巻、『コミックシーモア』配信、ブレイドコミックス）
- 博士の不可解な夜宴（全1巻、『Beat's』連載）
- 世界で一番美しいのは誰?（『まんがタイムラブリー』連載）
- Elysion 二つの楽園を廻る物語（『月刊Asuka』連載、2015年6月号[1] - 2016年7月号）
- 恋するお嬢様はパパと呼びたくない（全2巻、pixivコミック『クロフネ』2018年3月1日[2] - 2019年3月28日[3]（ただし最終話は単行本描き下ろし[4]））

### 画集
- Much Ado About Nothing 木下さくら画集1（マッグガーデン、2003/2/26） ISBN 4901926357
- The Comedy of Errors 木下さくら画集2（マッグガーデン、2003/8/26） ISBN 4901926772
- Romeo e Julietta 木下さくらモノクロ画集（マッグガーデン、2004/7/29） ISBN 486127060X
- The Passionate Pilgrim 木下さくら画集3（マッグガーデン、2004/9/29） ISBN 4861270723
- tactics Illustration Works 木下さくら・東山和子画集（マッグガーデン、2003/6/26） ISBN 4901926659
- 夢一夜 木下さくら・東山和子画集（マッグガーデン、2008/3/28） ISBN 4861274974

### その他
- 魔探偵ロキRAGNAROK ポスターブック（マッグガーデン、2003/7） ISBN 4901926748
- 魔探偵ロキRAGNAROK PERFECT GUIDEBOOK（マッグガーデン、2003/9/26） ISBN 4901926837
- tactics 公式手引之書（マッグガーデン、2006/3/29)  ISBN 4861272602

### 挿絵
- 魔探偵ロキ ゴーストプレイ（著：井上真）（エニックス、2001/11） ISBN 475750585X
- tactics 天狗祭嫁取伝説異聞（著：七海鳴）（マッグガーデン、2005/1） ISBN 4861271142
- tactics2 巷説妖狐残夢奇譚（著：七海鳴）（マッグガーデン、2006/3/29） ISBN 4861272610
- tactics3 鬼種異界流離咒歌（著：七海鳴）（マッグガーデン、2009/3） ISBN 4861276179

### 装画
- 逃げちまえ!（著：野梨原花南、集英社コバルト文庫）
- あきらめろ!（著：野梨原花南、集英社コバルト文庫）

### ゲーム
- 魔探偵ロキRAGNAROK ～幻想のラビリンス～（GBA用ゲーム）
- 魔探偵ロキ 魔妖画 ～失われた微笑～（PS2用ゲーム、2005年11月24日発売）
- 幻想水滸伝カードストーリーズ（GBA用ゲーム）イラストレーターとして参加
- ペット探偵Y's（PC用ゲーム、2004年12月10日発売）原画
- 千銃士（ソーシャルゲーム、2018年）キャラクターデザイン